# Magnolia odora
Espèce
Synonymes
- Michelia odora (Chun) Noot. & B.L.Chen
- Tsoongiodendron odorum Chun

Statut de conservation UICN

 VU C1 : Vulnérable
Magnolia odora est une espèce de plantes à fleurs de la famille des Magnoliacées. C'est un arbre originaire d'Asie.

## Description
C'est un arbre.

## Répartition et habitat
Cette espèce est présente en Chine (provinces de Fujian, Guangdong, Guangxi, Guizhou, Hainan, Hunan, Jiangxi et Yunnan), au Laos et au Viêt Nam. Elle pousse dans la forêt tropicale humide de basse altitude.